# کرسنسیو گوتیرس
کرسنسیو گوتیرس (اسپانیایی: Crescencio Gutiérrez‎؛ زادهٔ ۲۶ اکتبر ۱۹۳۳) بازیکن فوتبال اهل مکزیک بود.
از باشگاه‌هایی که در آن بازی کرده‌است می‌توان به باشگاه فوتبال گوادالاخارا اشاره کرد.
وی همچنین در تیم ملی فوتبال مکزیک بازی کرده‌است.